# Oxymycterus hispidus
El ratón hocicudo híspido u hocicudo selvático (Oxymycterus hispidus)es una especie de roedor de la familia Cricetidae propia de Sudamérica.
Es endémica de Argentina, Paraguay, Brasil.
Es parasitado por el piojo Hoplopleura misionensis y otros.